# 本部マサ
本部 マサ（ほんぶ マサ、1907年 - 1991年）は、宮崎県において埴輪の複製の制作に従事し、多数の作品を残した女性。「はにわ製作の先駆者」と評される。1955年には、宮崎市に本部はにわ製作所を開業して、以降、土産物などとして販売される埴輪を多数制作した。

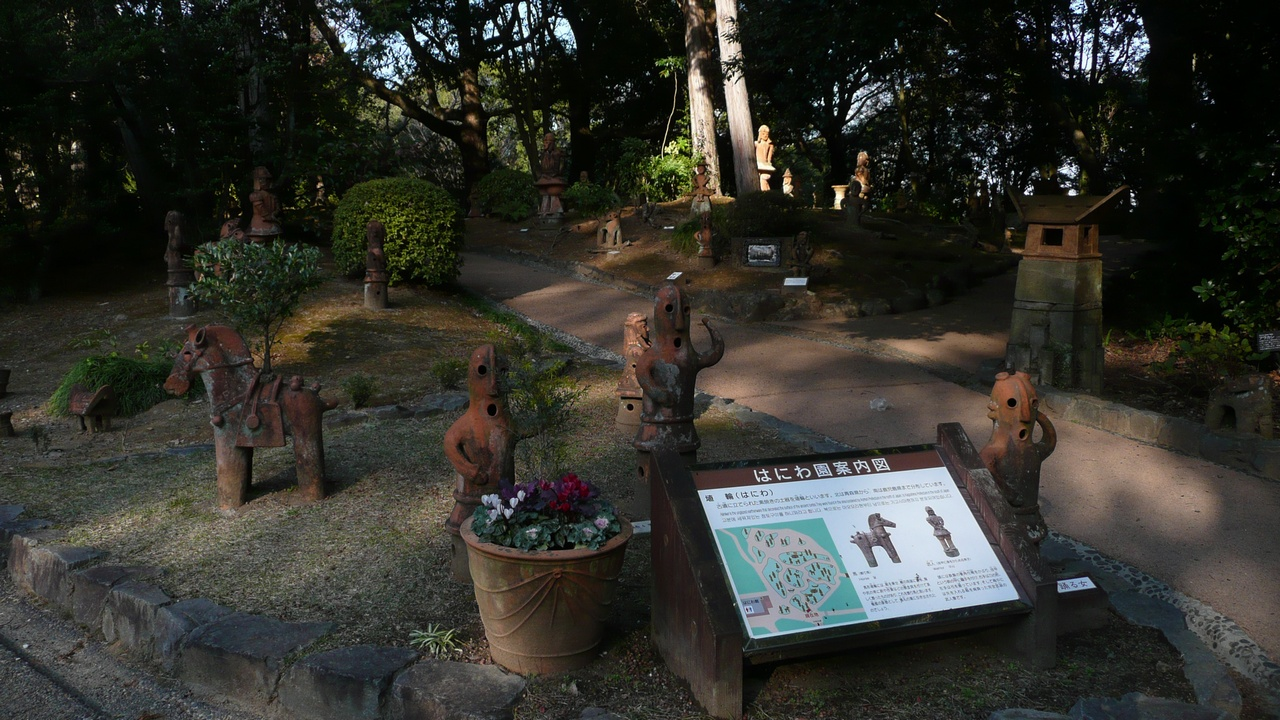
宮崎市の平和台公園「はにわ園」に設置された本部作の埴輪群、2007年撮影。

1963年に開園した宮崎市の平和台公園にある「はにわ園」には、本部が制作した複製の埴輪およそ400基が配置された。

## 経歴
本部マサは、下穂北村（後の西都市の一部）に生まれた。父親の大次郎は、林業経営の傍ら商家でもあったが、古墳の遺跡や出土品への関心をもっており、西都原古墳群の発掘調査にも関わりがあったため、マサは幼い頃から出土品に触れる機会があった。やがて女学校の生徒となった頃には、出土品を模倣して焼くといった制作活動に手を染めるようになっていた。延岡高等女学校（後の宮崎県立延岡高等学校の前身）を卒業後は、埴輪の模作に打ち込み続けた。
1929年には、埴輪の製作を事業として手がけるようになった。
1955年には、事業を法人化し、きょうだい3人で有限会社本部はにわ製作所を設立した。折から宮崎県が観光地として注目を集めるようになったこともあって、土産物として埴輪を求める観光客も多くなり、最盛期の1960年代には従業員180人という規模にまで成長した。また、様々な有名人が工房を訪れて、本部と交流するようになり、1964年には、連続テレビ小説『たまゆら』のための取材で宮崎市を訪れた川端康成もやって来た。注目されるようになっても、本部は、自作の埴輪について、「芸術作品でも職人芸でもない模作品」と述べていた。
1964年に、東京オリンピックの聖火リレーの国内の起点が宮崎市となった際には、平和台公園に設置された聖火台の製作を本部が手がけた。この聖火台は、平和台公園内の「はにわ館」の傍に残されている。
1985年には、宮崎県が本部の業績を表彰しようと動いたが、本部は、自分は模倣をしているだけで、創作をしているわけではない、などとして、表彰を固辞した。
本部はにわ製作所は、その後、マサの弟である沼口健次郎が継承し、さらに後には、その息子（マサの甥）沼口一夫が代表となった。2012年当時の記事によると、同社は年間1万個ほどの埴輪を製作しているという。